# Enquanto Me Beija
"Enquanto Me Beija" é uma canção gravada pelo cantor brasileiro Jão para seu segundo álbum de estúdio, Anti-Herói (2019). Jão escreveu a canção com Pedro Tófani e produziu com Paul Ralphes. Foi lançada através da Head Music e Universal Music em 8 de outubro de 2019 como primeiro single do álbum.

## Antecedentes e lançamento
Em julho de 2019, Jão lançou "Louquinho" destinada a ser o primeiro single do seu segundo álbum de estúdio. Em 7 outubro de 2019, Jão anunciou o lançamento da canção com uma prévia. A capa do single foi revelada no mesmo dia. "Enquanto Me Beija" foi lançada para download digital e streaming em 8 de outubro de 2019.

## Vídeo musical
O clipe foi lançado em 8 de outubro de 2019. Feito em plano sequência, ele começa com Jão tocando piano em cima de uma montanha. Ele então se levanta e passa a caminhar em linha reta, enquanto pessoas aparecem e desaparecem empurrando-o e agredindo-o.

## Apresentações ao vivo
Jão apresentou a música em 11 de dezembro de 2019 no Encontro com Fátima Bernardes.

## Certificações
| Região                                                        | Certificação | Vendas  |
| ------------------------------------------------------------- | ------------ | ------- |
| Brasil (Pro-Música Brasil)                                    | Platina      | 80.000‡ |
| ‡ vendas+valores de streaming baseados apenas na certificação |              |         |

## Créditos
Créditos adaptados do Tidal.
- Jão - compositor, vocal, produtor
- Paul Ralphes - produtor
- Pedro Tofani - compositor

## Histórico de lançamento
| Região | Data                 | Formato                    | Gravadora            | Ref.   |
| ------ | -------------------- | -------------------------- | -------------------- | ------ |
| Mundo  | 8 de outubro de 2019 | Download digital streaming | Head Music Universal | [ 11 ] |